# لیسه دریایی
لیسهٔ دریایی یکی از نرم‌تنان دریایی است.
این جانور بی‌صدف از ردهٔ شکم‌پایان است و ۳ هزار گونهٔ توصیف‌شده دارد.
ویژگی لیسه‌های دریایی رنگ‌های غیر عادی و ریخت‌های شگرف آن‌ها است.
لیسهٔ دریایی متعلق به زیرردهٔ راست‌شکم‌پایان (Orthogastropoda) و بالاراستهٔ دگرآبششان (Heterobranchia) است.

## نگارخانه

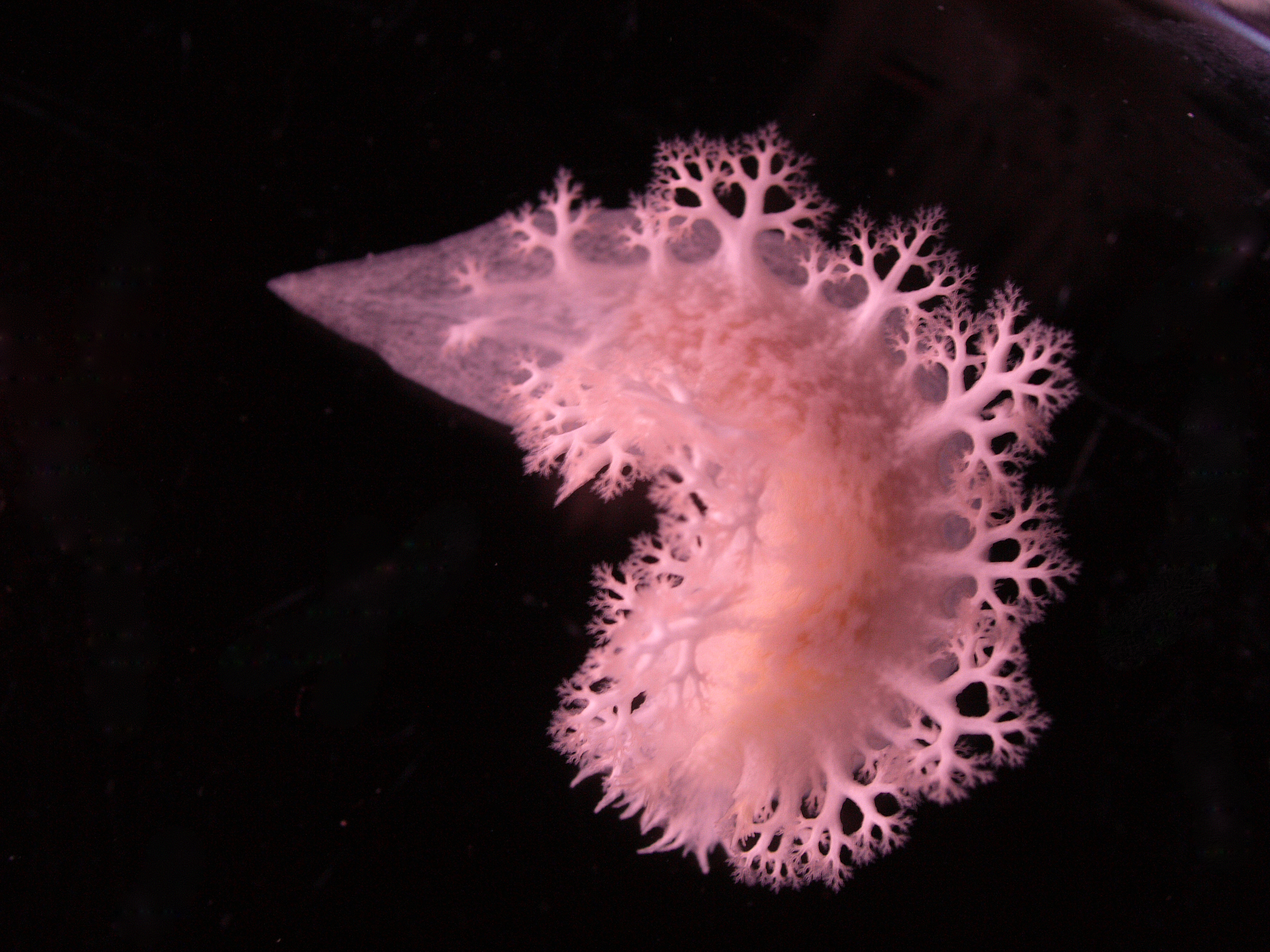
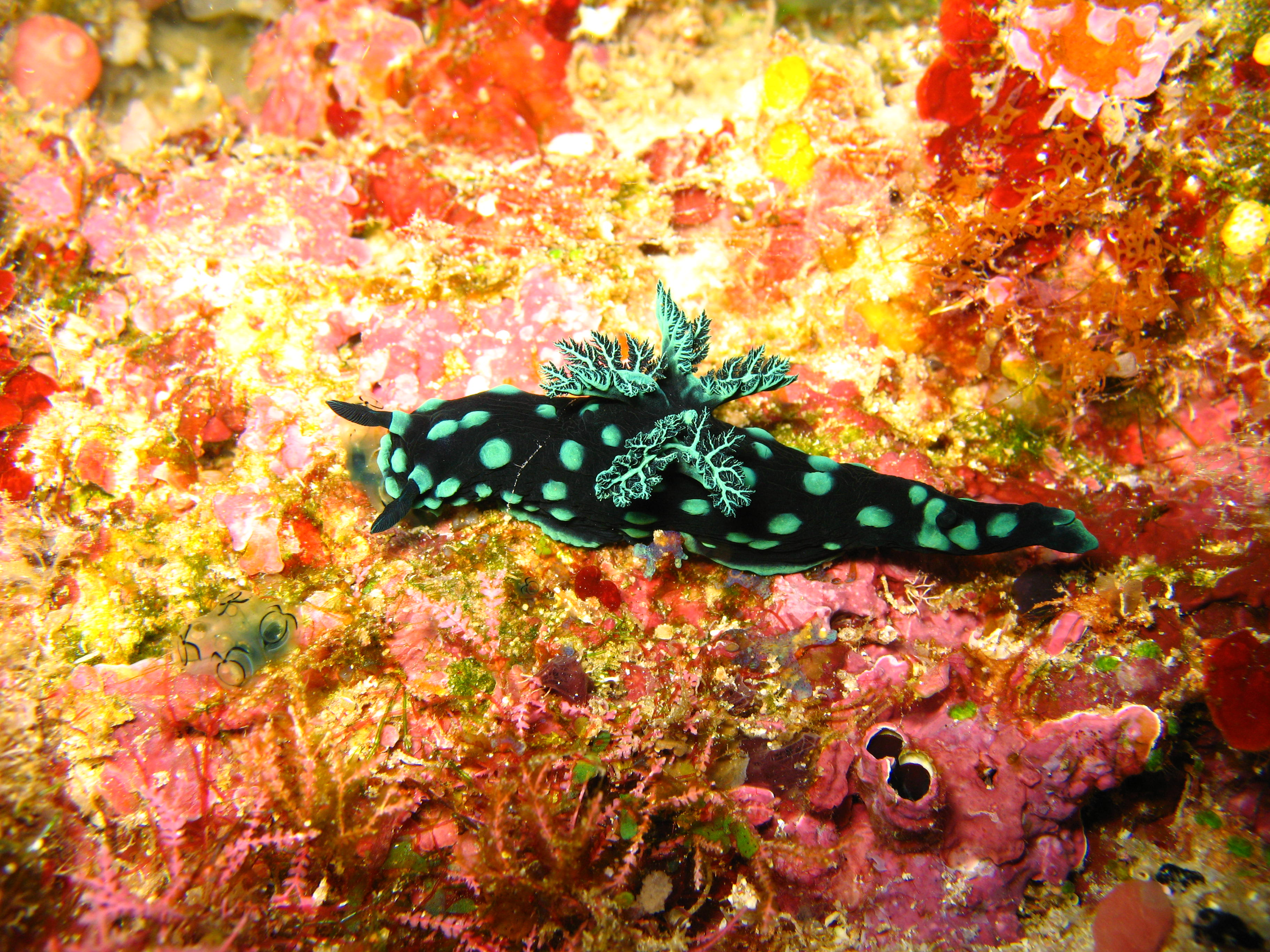
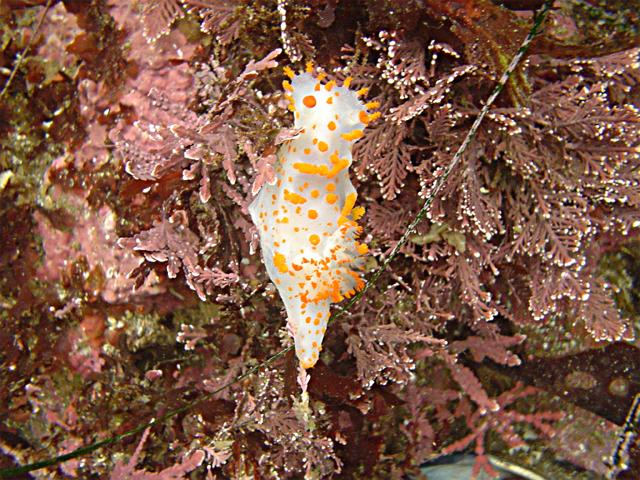
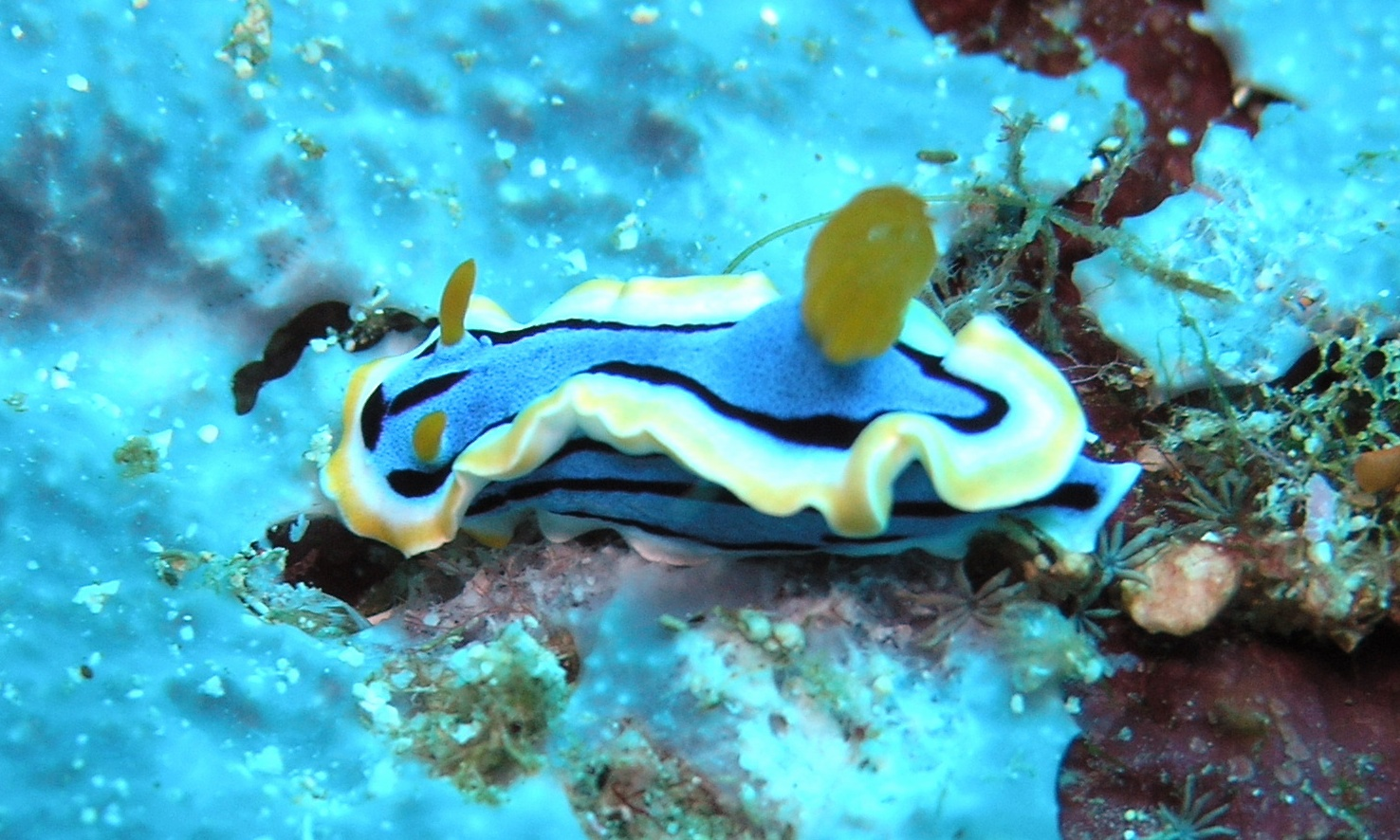
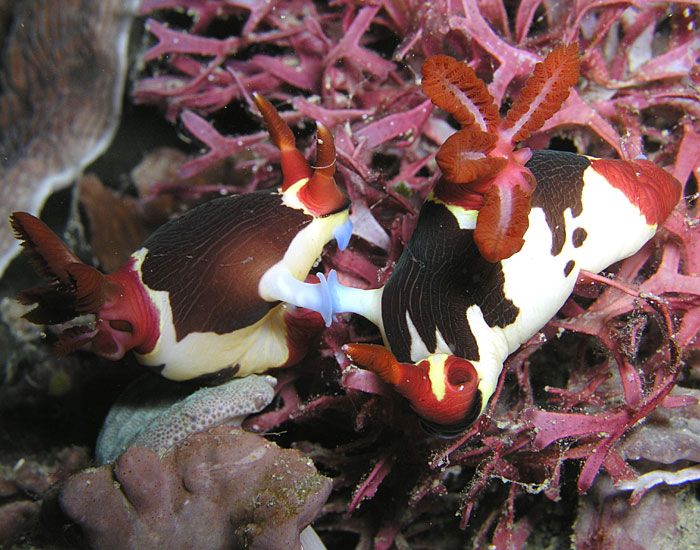
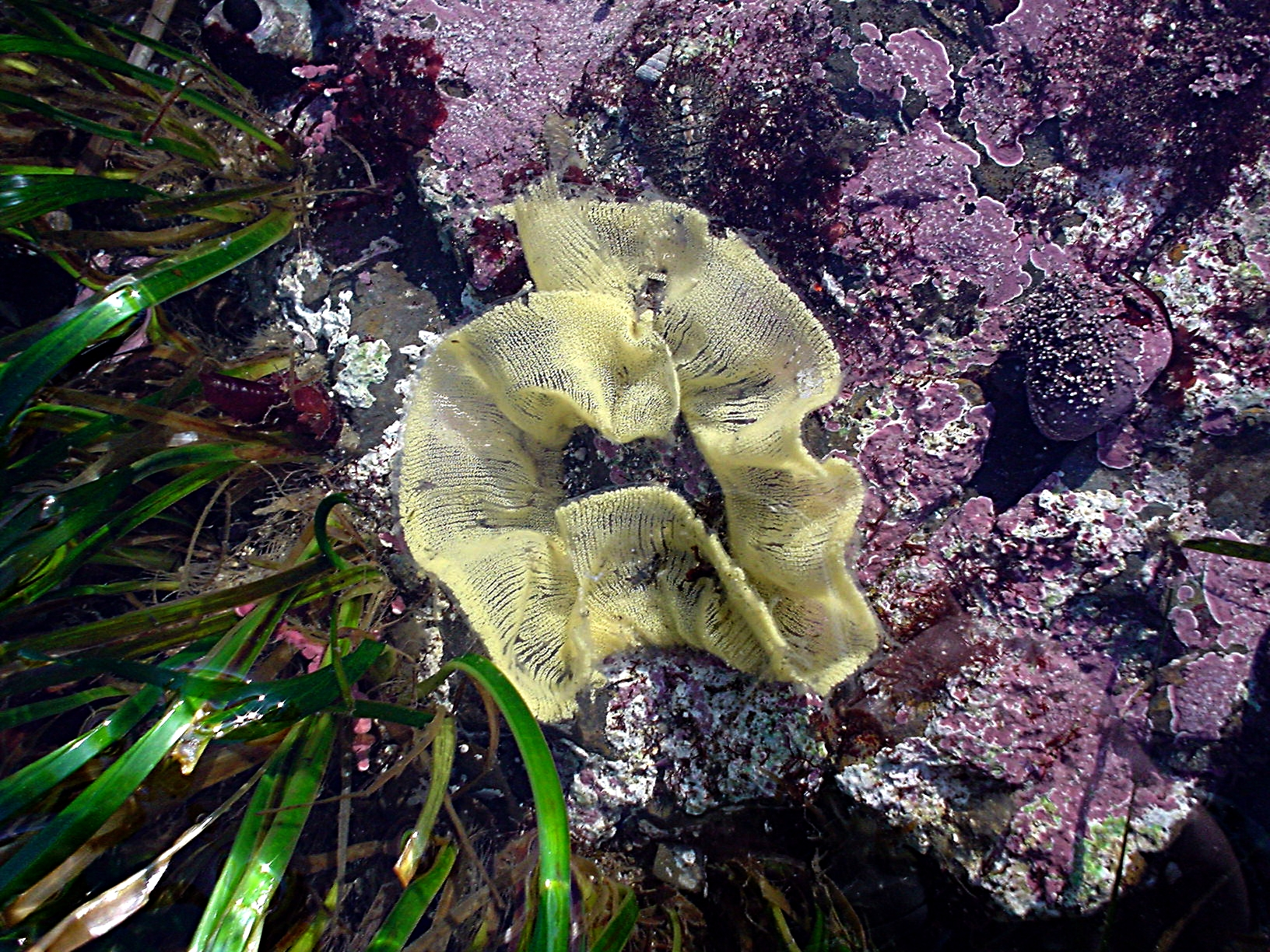
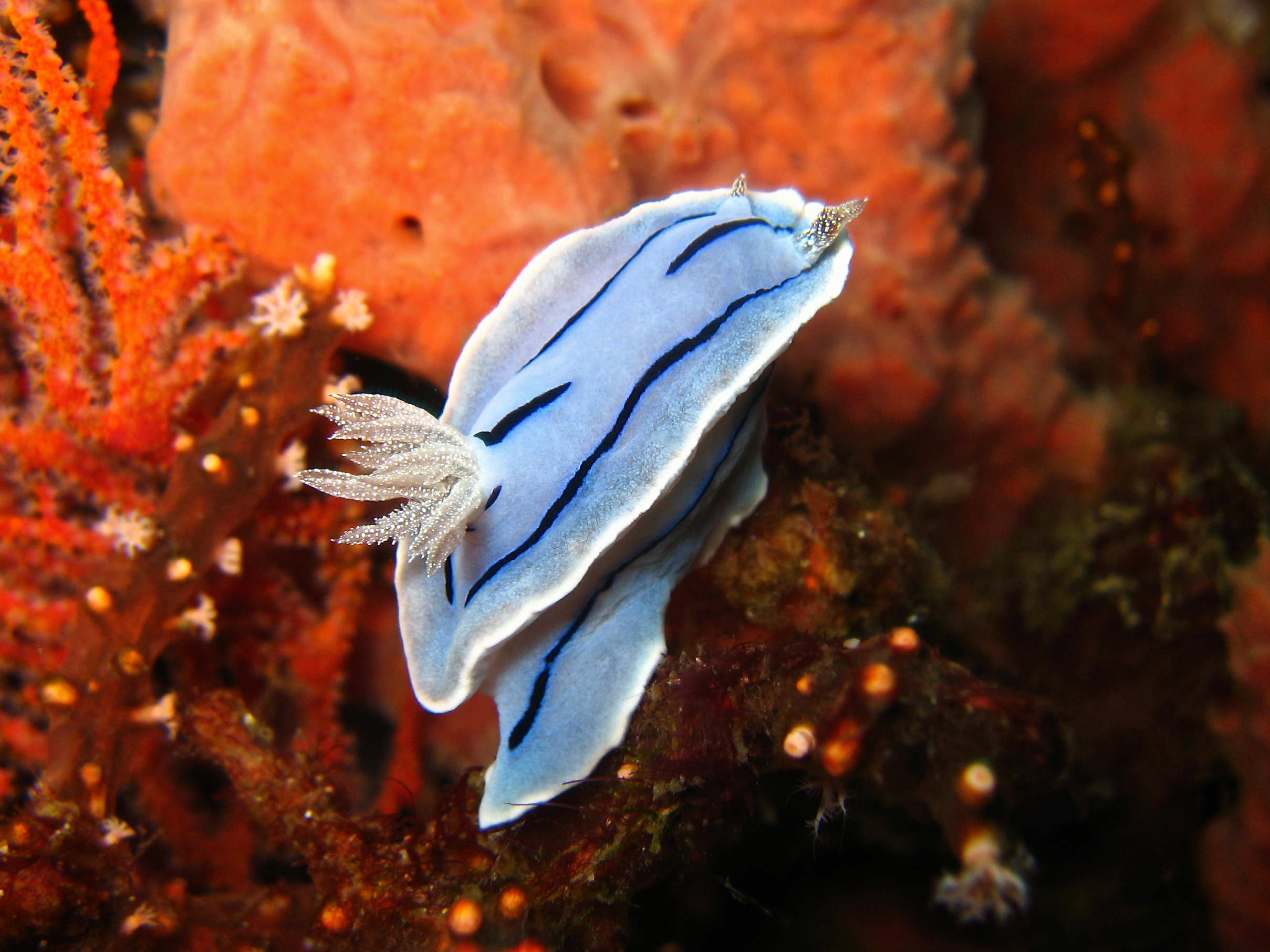
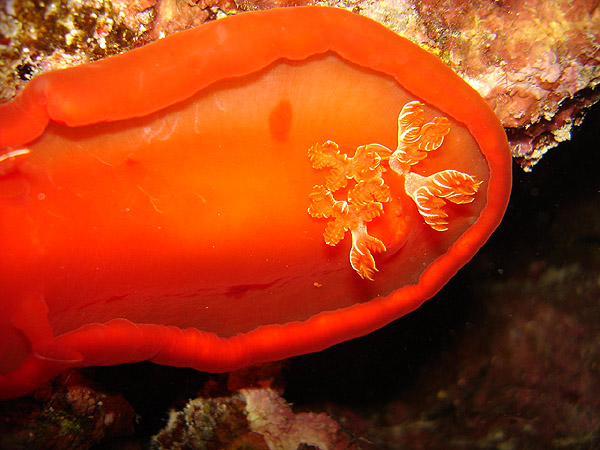
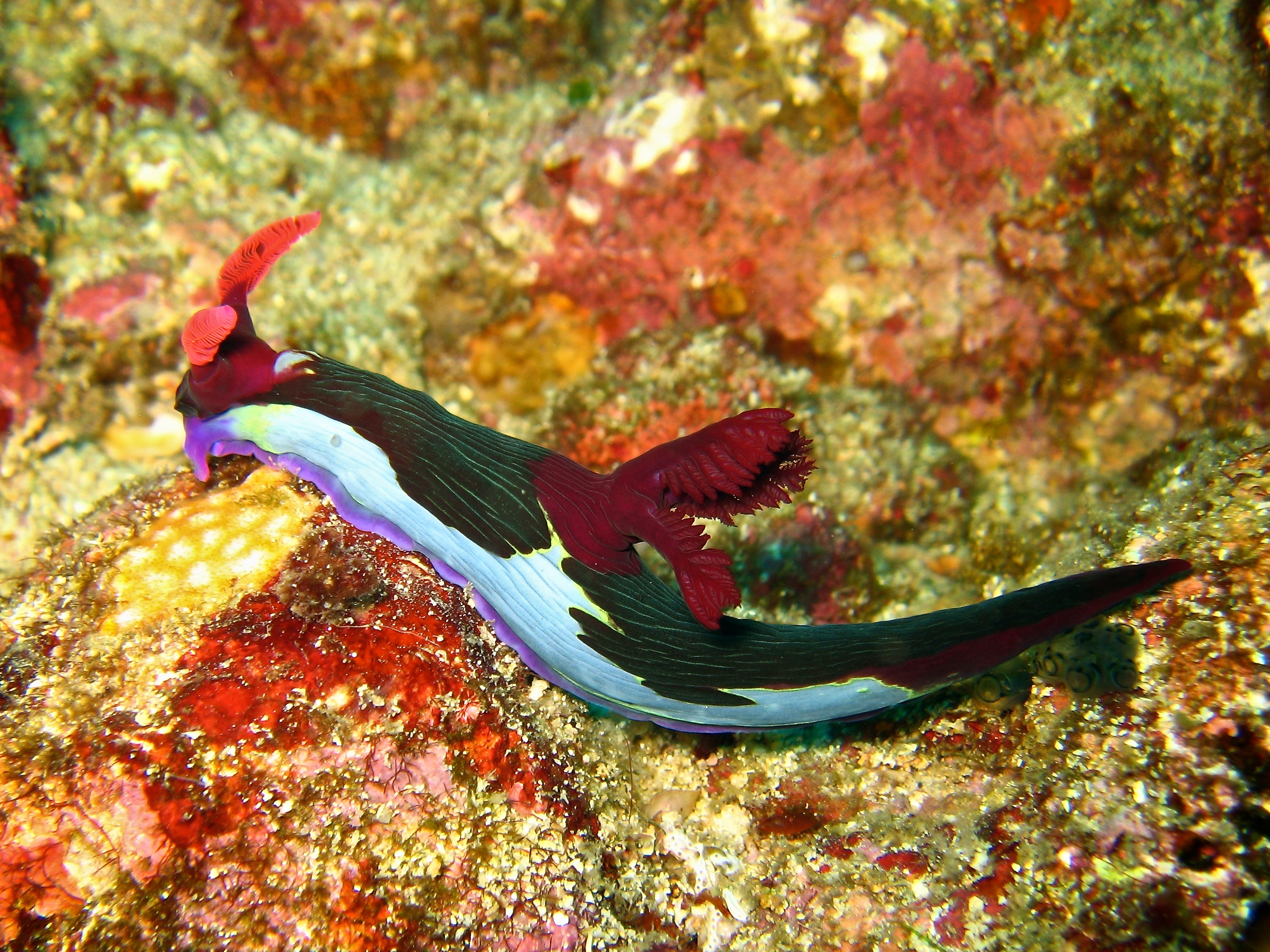
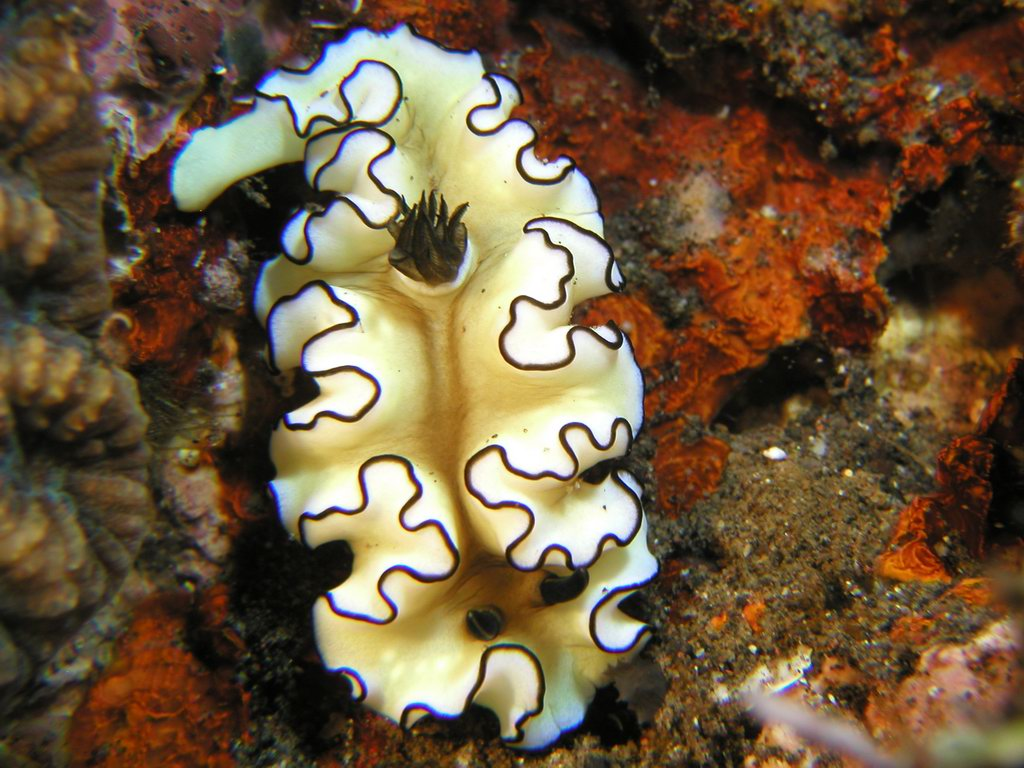
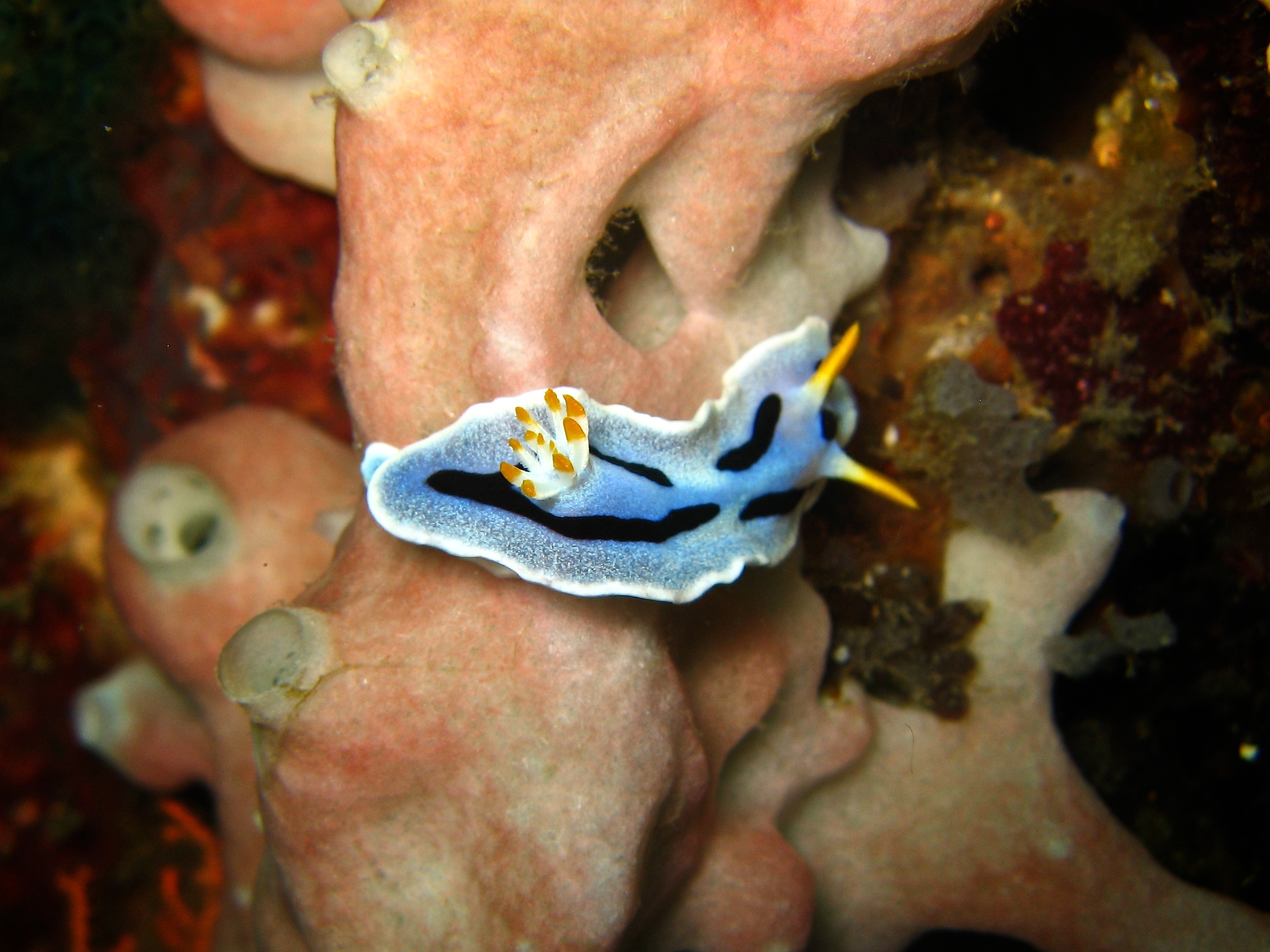
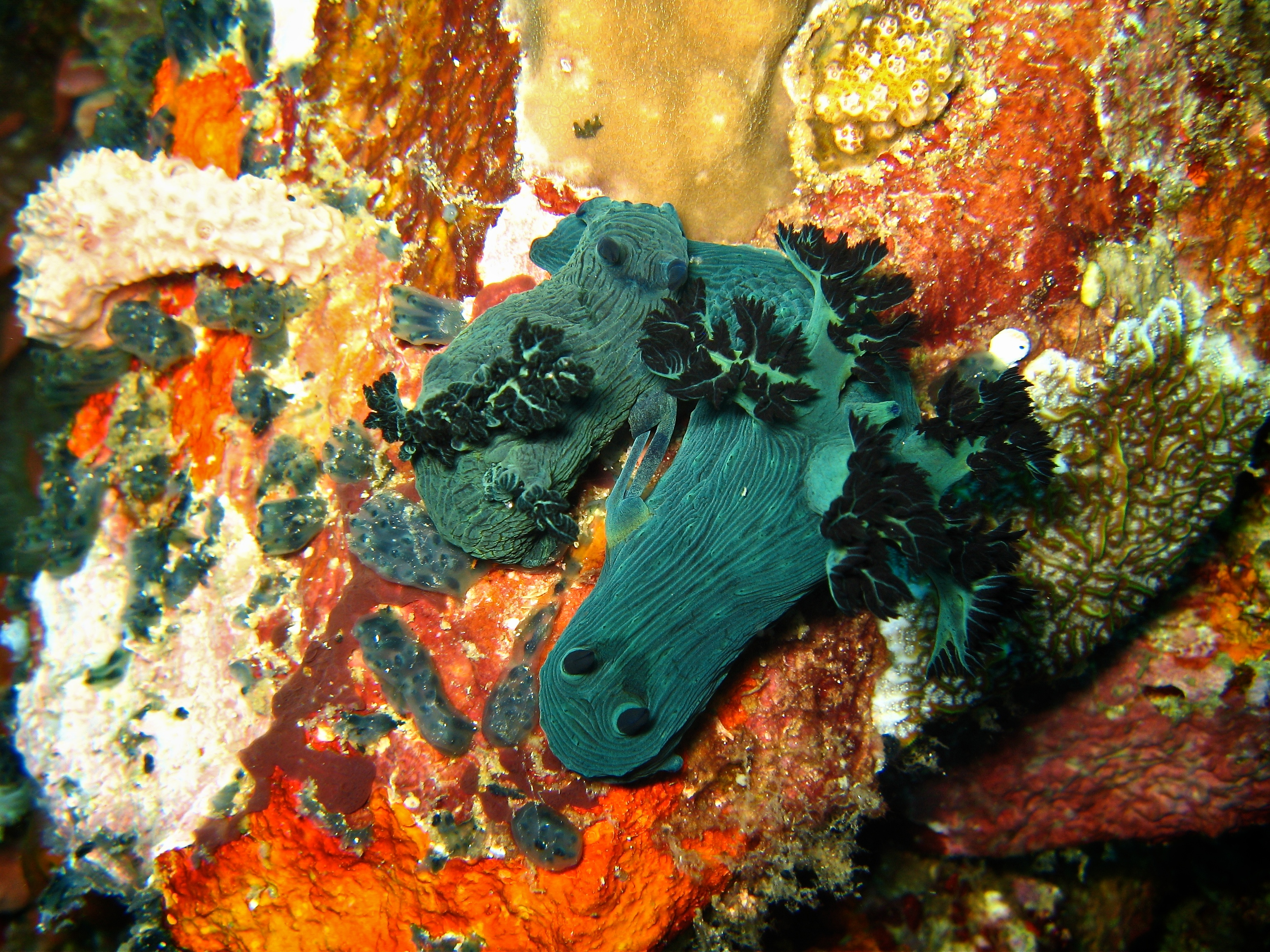